# 虹口游泳池
虹口游泳池是中華人民共和國上海市虹口區的一個泳池，也是上海最早开放的公用泳池，位於魯迅公園西北側的東江灣路500號，該游泳池由上海公共租界工部局建造，1922年落成，當時面積1219平方米。最初游泳池名為工部局游泳池，且僅對非中國公民開放，後來為增加收入，開始對中國公民開放。第二次中日戰爭期間被日本佔領，抗戰勝利後游泳池被上海市政府接管。1951年，虹口體育場建成後，游泳池劃歸體育場管理。1985年起不再受體育場管轄。